# Лебеда удлинённая
Лебеда́ удлинённая (иногда — Лебеда голостебельная; лат. Atriplex longipes) — вид двудольных растений рода Лебеда (Atriplex) семейства Амарантовые (Amaranthaceae). Впервые описан ботаником Саломоном Дрейером в 1838 году.
Синоним — Atriplex prostrata var. longipes (Drejer) Meijden.

## Распространение и среда обитания
Лебеда удлинённая растёт в Европе по берегам Северного и Балтийского морей, в Великобритании и Исландии.
Произрастает на влажных берегах морей, озёр, лиманов, на сорных местах.

## Ботаническое описание
Однолетнее травянистое растение различных размеров, высотой от 20 до 110 см.
Листья простые, узко треугольно-ланцетные, эллиптические или продолговатые.
Соцветие — клубочек.
Цветёт в июне и июле.
Число хромосом — 2n=18.

## Природоохранная ситуация
Занесена в Красную книгу Латвии.